# مرکز تمرین کوبهام
مرکز تمرین کوبهام (به انگلیسی: Cobham Training Centre) زمین تمرینی متعلق به باشگاه فوتبال چلسی است که در نزدیکی شهر کوبهام قرار دارد.باشگاه چلسی از سال ۲۰۰۵ در این زمین تمرین را شروع کرده‌است اما در سال ۲۰۰۷ رسماً افتتاح شده‌است.
در زمانی رومن آبراموویچ در ژوئیه ۲۰۰۳ چلسی را خریداری کرد این تیم از دهه ۱۹۷۰ در زمین تمرینی هارلینگتون تمرین می‌کرده‌است که این زمین متعلق به کالج سلطنتی لندن بوده بنابراین این مدیر ساخت زمین تمرین اختصاصی برای باشگاه چلسی را در دستور کار خود قرار داد.

## امکانات
با هزینه ۲۰ میلیون پوندی گزارش شده، زمین تمرین در زمینی به مساحت ۱۴۰ هکتار است و مانند یک محوطه دانشگاه ، همه فعالیت های فوتبال باشگاه، از تیم اول تا آکادمی ، ذخیره و تیم های زنان را در خود جای داده است. دارای «آخرین فناوری‌های آموزشی، توانبخشی، پزشکی، زمین و رسانه» و امکانات آن شامل 9 زمین فوتبال (سه زمین با گرمایش در زیر خاک و شش زمین استاندارد لیگ برتر )، یک زمین مصنوعی سرپوشیده، یک مرکز رسانه‌ای، سالن‌های ورزشی، استخرهای غوطه‌وری سرد، سونا، اتاق بخار و آب درمانی هیدرولیک ۵۶ فوتی است.
به عنوان شرط دریافت مجوز برنامه ریزی، هیچ یک از ساختمان های مجموعه اجازه نداشتند بلندتر از سایر ساختمان های اطراف باشند. بنابراین، تقریباً یک سوم از تأسیسات زیرزمینی است. یک خندق برای انعکاس نور به اتاق های زیرزمین و کاهش مصرف انرژی نصب شد. ساختمان اصلی همچنین دارای سقف چمنی است تا به آن کمک کند با محیط اطراف خود ترکیب شود و کیفیت هوا را بهبود بخشد. آب از منطقه اطراف در یک مخزن برای استفاده در سیستم آبیاری زمین جمع آوری می شود.